# Maison Brudern
La Maison Brudern (en hongrois : Brudern-ház) est un édifice de style Sécession hongroise situé dans le 5e arrondissement de Budapest. Il est situé dans le quartier de Belváros, en face de l'église franciscaine Saint-Pierre d'Alcántara et des palais Klotild, sur Ferenciek tere. 

## Histoire et description
La première maison Brudern est construite en 1817 pour le compte du baron József Brudern, selon les plans de Mihály Pollack. Son rez-de-chaussée est aménagé comme une galerie marchande, sur le modèle du Passage des Panoramas[réf. nécessaire] à Paris. Cette galerie survit à la reconstruction du bâtiment en 1912 et son nom - la cour de Paris (Párisi-udvar ou Párizsi udvar), sert encore à désigner l'ensemble de l'édifice. Sur Petőfi Sándor utca se trouve l'entrée du théâtre József Katona.
Ce site est desservi par la station Ferenciek tere :  .

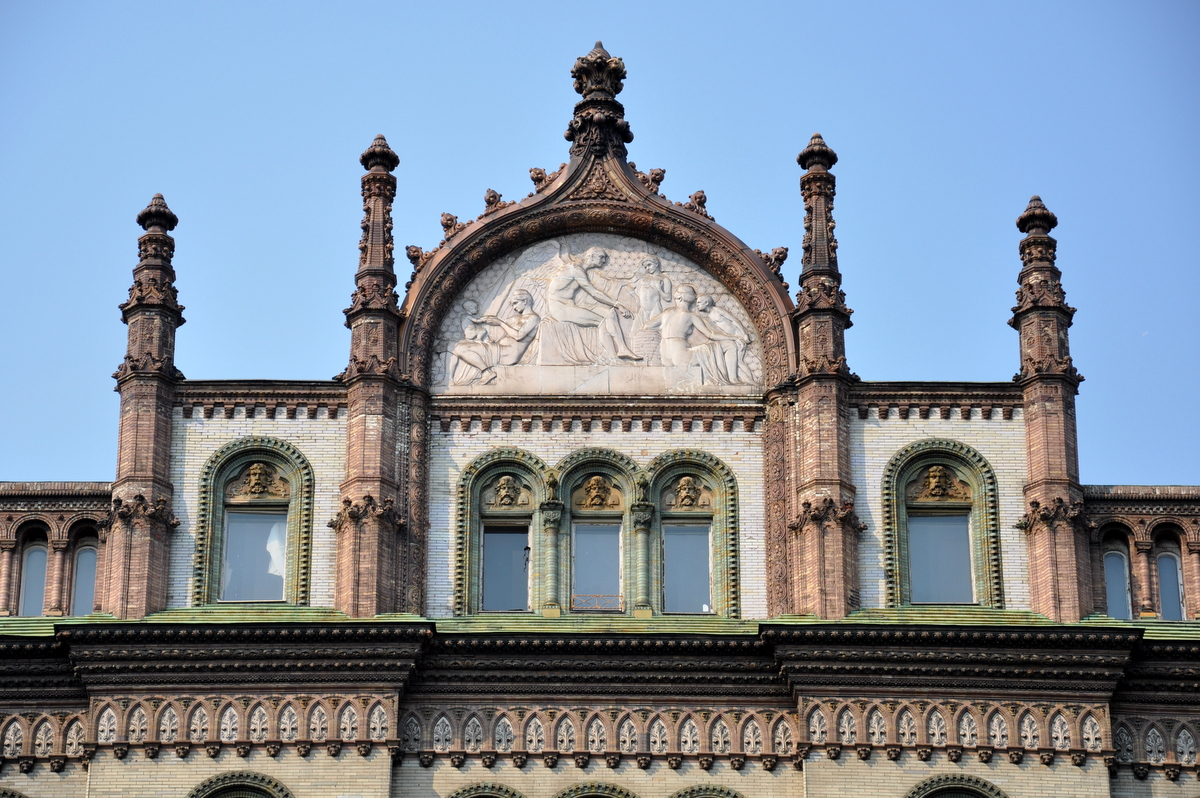
Détail du toit
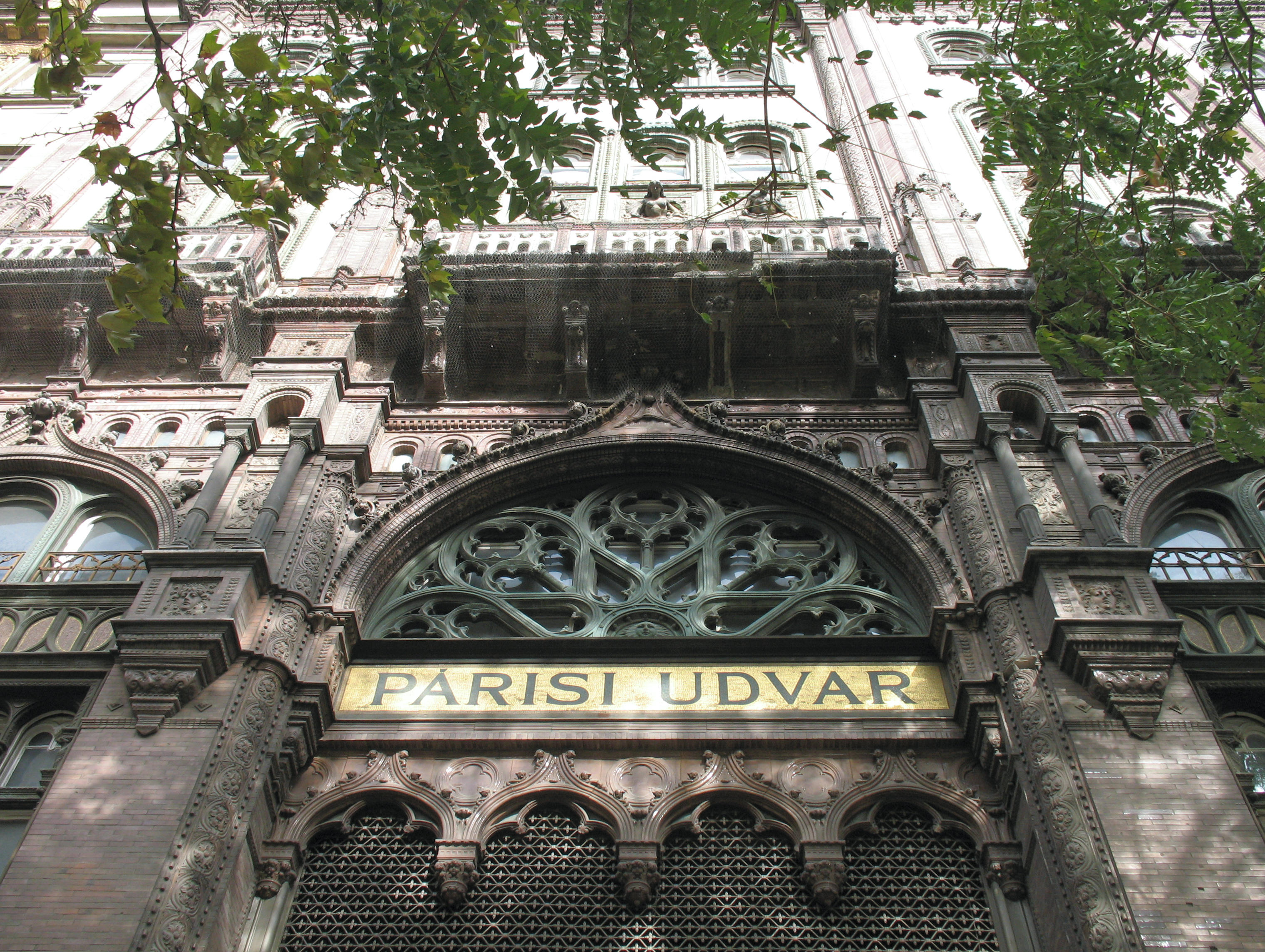
Entrée de la cour de Paris
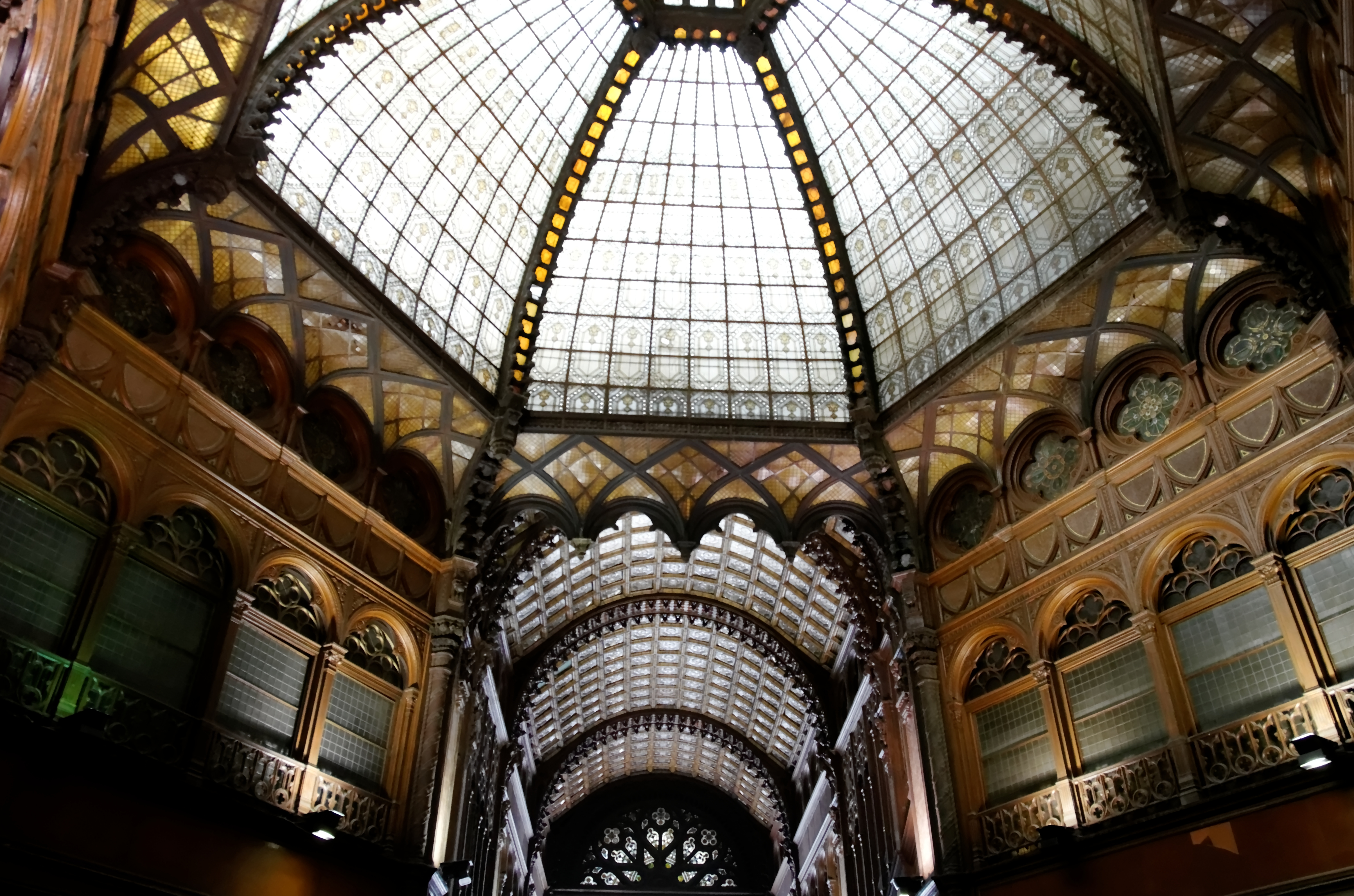
Coupole en verre à l'intérieur de la galerie marchande